# 妙法華寺 (岡山市)
妙法華寺（みょうほっけじ）は、岡山県岡山市北区西花尻にある日蓮宗の寺院。山号は覚如山で院号を本了院という。吉備中山南面山麓にあり付近には西花尻に正法寺、東花尻に妙傳寺、立成寺などがある。境内の庭に石棺の蓋石がある。

## 歴史
江戸時代初頭に城国院日鳳（不変院などを開基）により開基された不変院の山内寺院（塔頭）で、不変院歴代の隠居寺として建立された覚如山本了院が起源。昭和60年（1985年）現在地へ移転し現在の寺号に改めた。

## 境内
- 本堂

## 歴代
- 城国院日鳳